# Едвін Едвардс
Едвін Вашингтон Едвардс (англ. Edwin Washington Edwards; 7 серпня 1927 — 12 липня 2021) — американський політичний діяч, чотирикратний губернатор Луїзіани (1972—1980, 1984—1988 і 1992—1996 роки) від Демократичної партії.
Перший католицький губернатор Луїзіани у двадцятому столітті. Як губернатор, розвивав політичну платформу Х'юї Лонга.
Яскрава, потужна і легендарна постать в політиці Луїзіани, разом з тим Едвардс давно переслідуваний за звинуваченнями у корупції.
У 2001 році він був засуджений до десяти років тюремного ув'язнення за звинуваченням у здирництві. Едвардс почав відбувати свій термін у жовтні 2002 року в Форт-Уорт, Техас, а потім був переведений в Оукдейл, штат Луїзіана.
У 2007 р. представники луїзіанської еліти звертались до президента США Джорджа Буша з проханням помилувати екс-губернатора, який відсвяткував своє 80-річчя у в'язниці в серпні 2007 року, однак Буш відмовився.